# Kanonenbahn
De Kanonenbahn is een Duitse spoorweg tussen Berlijn en Metz. De lijn komt langs Güsten, Wetzlar en Trier. We onderscheiden de volgende trajecten:
- Wetzlarer Bahn, het gedeelte tussen Berlijn en Blankenheim
- Halle-Kasseler Eisenbahn, het gedeelte tussen Blankenheim en Leinefelde
- Gotha - Leinefelde, het gedeelte tussen Leinefelde en Silberhausen-Trennungsbahnhof
- Silberhausen - Treysa, het gedeelte tussen Silberhausen en Treysa (oud station)
- Main-Weser-Bahn, het gedeelte tussen Treysa (oud station) en Lollar
- Lollar - Wetzlar, het gedeelte tussen Lollar en Wetzlar
- Lahntalbahn, het gedeelte tussen Wetzlar en Koblenz
- Moselstrecke, het gedeelte tussen Koblenz en Perl
- Obermoselstrecke, het gedeelte tussen Apach en Thionville
- Französische Ostbahn, het gedeelte tussen Thionville en Metz